# Campeonato Nacional de Rodeo de 2015
El Campeonato Nacional de Rodeo de 2015 se disputó entre el 10 y el 12 de abril de dicho año en Rancagua (Chile). Fue la 67.ª versión del máximo torneo del rodeo chileno.
Un total de 39 colleras (parejas de jinetes) disputaron la serie de campeones disputada en la Medialuna Monumental de Rancagua. Los campeones fueron los jinetes de la asociación Santiago Sur, Luis Ignacio Urrutia y Juan Ignacio Meza, quienes montaron a "Arremángamelo" y "Preferido" y totalizaron 37 puntos. Estos jóvenes jinetes, de 18 y 21 años, respectivamente, lograron su primer campeonato nacional y sorprendieron a las más de 12 000 personas que colmaron la medialuna puesto que dejaron a los grandes favoritos de la asociación Valdivia en los lugares segundo y tercero.
El 31 de julio de 2014, se cerró el plazo para las postulaciones a sedes de los Clasificatorios 2015 y seis asociaciones fueron las candidatas para los tres principales (Norte, Centro y Sur) y los dos repechajes.
Los participantes de este campeonato clasificaron en los siguientes rodeos clasificatorios:
- Clasificatorio zona sur, disputado en Valdivia.
- Clasificatorio zona centro, disputado en Curicó.
- Clasificatorio zona centro, disputado en San Bernardo.
- Repechaje centro-sur, disputado en Lautaro.
- Repechaje centro-norte, disputado en Los Andes.

## Resultados

### Serie de campeones
La serie de campeones tuvo 39 colleras participantes. En el primer animal hubo 3 carreras de doce puntos, pero las otras colleras seguían a estas de cerca. En el segundo animal los jóvenes Urrutia y Meza hicieron la única carrera perfecta de la tarde quedando con 21. Los históricos Loaiza y Tamayo los seguían con 20 y de ahí varias colleras de entre 17 y 20 puntos. En el tercer animal aparecieron colleras como Cortés y Moreno, Walker y Rojas y el efusivo Mario Henseleit junto a Alexis Troncoso. Pero la punta la administró el Santa Isabel con 31 y de ahí para abajo se presentaron las colleras a correr el cuarto animal. Abrieron los fuegos Walker y Rojas en su primera collera pero restaron, quedando con 22. Luego se vino abajo la medialuna. Henseleit y Troncoso se supieron ganar el público durante el champion pero en el cuarto animal restaron quedando también con 22. Luego vinieron los jóvenes jinetes que mostraron gran habilidad y pasión al correr, demostrándolo con una gran carrera de 11 puntos para quedar con 37. Entre la emoción de los jóvenes jinetes salió el Palmas de Peñaflor con Moreno y Cortés con 29, pero solo hicieron 2 quedando con 31. Luego vino el turno del Vista Volcán en "Remolienda" y "Se Te Nota". También llegaban con 29 e hicieron en el cuarto una carrera de 7, faltándoles solo un punto para empatar el chileno. Para cerrar este gran campeonato salieron a la cancha los históricos Loaiza y Tamayo que paradójicamente debían ganar a unos jóvenes debutantes en Rancagua. El puntaje no les alcanzó y consagraron a Juan Ignacio Meza y Luis Ignacio Urrutia, de tan solo 18 y 21 años en los flamantes campeones de Chile. Ganando a cualquier predicción estos jóvenes jinetes se adueñaron del sexagésimo séptimo Campeonato Nacional de Rodeo de 2015.
| Cuarto Animal 2015 | Cuarto Animal 2015                       | Cuarto Animal 2015              | Cuarto Animal 2015 | Cuarto Animal 2015 |
| ------------------ | ---------------------------------------- | ------------------------------- | ------------------ | ------------------ |
| Posición           | Jinetes                                  | Caballos                        | Asociación         | Puntaje            |
| 1.ª                | Luis Ignacio Urrutia y Juan Ignacio Meza | "Arremángamelo" y "Preferido"   | Santiago Sur       | 37                 |
| 2.ª                | José Rojas y Sebastián Walker            | "Remolienda" y "Se Te Nota"     | Valdivia           | 36                 |
| 3.ª                | Juan Carlos Loaiza y Eduardo Tamayo      | "Dulzura" y "Delicada"          | Valdivia           | 35                 |
| 4.ª                | Alfredo Moreno y Luis Eduardo Cortés     | "Condesa" y "Cacique"           | Talca              | 31                 |
| 5.ª                | Sebastián Walker y José Rojas            | "Poncho Al Viento" y "Corajudo" | Valdivia           | 22                 |
| 5.ª                | Mario Heinseleit y Alexi Troncoso        | "Tallador" y "Campanario"       | Osorno             | 22                 |

### Serie Criadores
- 1.er lugar: Criadero Bramido, Pedro González y Levis Lineros (Asociación Talca y Litoral Central) en "Escribano" y "Facón" con 32 puntos (4+11+13+4).
- 2.º lugar: Criadero El Peñasco de Santa Sylvia, Juan Luis de la Jara y Pablo Aninat (Asociación Santiago Oriente) en "Payita" y "Doña Inés" con 31 (9+7+7+8).
- 3.er lugar: Criadero Santa Sandra, Diego Meza y José Antonio Bozo (Asociación Valdivia) en "Capullo" y "Pan y Vino" con 27 (7+11+4+5).

### Serie Caballos
- 1.er lugar: Luis Ignacio Urrutia y Juan Ignacio Meza (Asociación Santiago Sur) en "Arremángamelo" y "Preferido" con 34 puntos (9+8+8+9).
- 2.º lugar: Criadero Vacamalal, Alberto Mohr y José Miguel Almendras (Asociación Osorno) en "Iluminao" y "Raulí" con 31 (9+7+8+7).
- 3.er lugar: Tomás F. Hechenleitner y Tomás Hechenteitner (Asociación Llanquihue y Palena) en "Repitente" y "Pánico" con 29 (9+2+12+6).

### Serie Yeguas
- 1.er lugar: Pedro Juan Espinoza y Schawky Eltit (Asociación Quillota) en "Teruca" y "Esbelta" con 43 puntos (13+13+7+10).
- 2.º lugar: Felipe Franco y Raúl Donoso (Asociación Río Cautín) en "Rancherita" y "Última Orayita" con 30 (4+11+8+7).
- 3.er lugar: Criadero Alucarpa, Ricardo Álvarez y Rafael Melo (Asociación Valdivia) en "Tinaja" y "Emboscada" con 29 (8+3+7+11).*
- 4.º lugar: Schwaky Eltit y Sergio Abarca (Asociación Quillota y O'Higgins) en "Lujuriosa" y "Tranquila" con 27 (4+10+4+9).

* Corrían solo por los premios.

### Serie Potros
- 1.er lugar: Schawky Eltit y Pedro Juan Espinoza (Asociación Quillota) en "Estafado" y "Tandeo" con 47 puntos (12+13+13+9).
- 2.º lugar: Juan Alberto Delgado y José Tomás Meza (Asociación Santiago Oriente) en "Rajuñao" y "Augurio" con 37 (12+9+8+8).
- 3.er lugar: Felipe Undurraga y Richard Villaseca (Asociación Santiago Sur) en "Don Tunino" y "On Franco" con 32 (12+3+9+8).*
- 4.º lugar: José Omar Sánchez y Luis Huenchul (Asociación Colchagua) en "Cambalache" y "Flagelo" con 30 (9+2+13+6).

* Corrían solo por los premios.

### Serie Mixta
- 1.er lugar: Rufino Hernández y Manuel Muñoz (Asociación Talca) en "Amalia" y "Campanario II" con 39 puntos (9+10+12+8)
- 2.º lugar: Nicolás Barros y José Antonio de la Jara (Asociación Santiago Sur) en "Chopazo" y "Estimada" con 34 (8+7+8+11).
- 3.er lugar: Hernán Lobel y Nelson García (Asociación Llanquihue y Palena) en "Escandaloso" y "Regata" con 28 (9+11+8+0) +10.

### Primera Serie Libre A
- 1.er lugar: Fernando Atavales y Nicolás Arévalo (Asociación Melipilla) en "Huachón" y "Chamullo" con 29 puntos (7+7+7+8).
- 2.º lugar: Mario Henseleit y Alexi Troncoso (Asociación Osorno) en "Tallador" y "Campanario" con 28 (8+7+5+8).
- 3.er lugar: Criadero Pelarco Viejo, Jaime Roncagliolo y Jaime Ramírez (Asociación Linares) en "Flechita" y "Bastilla" con 27 (7+4+12+4).
- 4.º lugar: Juan Antonio Rehbein y Bruno Rehbein (Asociación Llanquihue y Palena) en "Satánico" y "Onofre" con 26 (5+6+10+5).
- 5.º lugar: Cristián Mauricio Ordóñez y Cristián Allendes (Asociación Melipilla) "Mi Morena" y "Rosalía" con 26 (5+5+8+8).

### Primera Serie Libre B
- 1.er lugar: Criadero El Carmen de Nilahue, José Domingo Baraona y Jorge Carrasco (Asociación Santiago Sur) en "Canciller" y "Confidente" con 33 puntos (8+6+10+9).
- 2.º lugar: Nicolás Barros y José Antonio de la Jara (Asociación Santiago Sur) en "Arriero" y "Pertiguero" con 32 (11+6+8+7).
- 3.er lugar: Cristóbal Santolaya y Toribio Larraín (Asociación Litoral Central) en "Regüeno" y "Comanche" con 30 (12+8+5+5).
- 4.º lugar: Felipe Izquierdo y Marcelo Guzmán (Asociación Santiago Sur) en "Estrofa" y "Piñén" con 29 (5+9+7+8).
- 5.º lugar: Criadero Las Callanas, Emiliano Ruiz y Gonzalo Vial (Asociación Cordillera) en "Charro Viejo" y "Faraón" con 27 (8+5+7+7).

### Segunda Serie Libre A
- 1.er lugar: Criadero Lo Miranda, Alfonso Navarro y Cristián Ramírez (Asociación O'Higgins) en "Entecao" y "Huachito" con 39 puntos (11+8+9+11).
- 2.º lugar: Criadero Peleco, Gustavo Valdebenito y Luis Fernando Corvalán (Asociación Malleco) en "Compadre" y "Quitralco" con 33 (13+5+11+4).
- 3.er lugar: Criadero Palmas de Peñaflor, Alfredo Moreno y Luis Eduardo Cortés (Asociación Talca) en "Pinturita" y "Canela" con 27 (9+7+7+4).
- 4.º lugar: Criadero Las Callanas, Gonzalo Vial y Emiliano Ruiz (Asociación Cordillera) en "Desencanto" y "Frontón" con 26 (8+5+9+4).

### Segunda Serie Libre B
- 1.er lugar: Criadero Vista Volcán, Sebastián Walker y José Rojas (Asociación Valdivia) en "Poncho Al Viento" y "Corajudo" con 39 puntos (13+11+8+7).
- 2.º lugar: Criadero La Esperanza, César Núñez y Mario Mallea (Asociación Curicó) en "Tandil" y "Acerado" con 38 (12+6+11+9).
- 3.er lugar: Fernando Alcalde y José Fernando Quezada (Asociación Valdivia) en "Maitencillo" y "Precio Mío" con 35 (10+8+12+5).
- 4.º lugar: Gonzalo Díaz y Omar Sánchez (Asociación Colchagua) en "Roto Pobre" y "Plebeya" con 35 (13+8+6+8).

### Movimiento de la rienda femenino
- Campeón: Valentina Peña (Asociación Arauco) en "Embusterita" con 43 puntos.
- Segundo campeón: Romané Soto (Asociación Colchagua) en "Muñeca" con 41.

### Movimiento de la rienda masculino
- Campeón: Hugo Navarro (Asociación Curicó) en "Increíble" con 60 puntos.
- Segundo campeón: Ricardo González (Asociación Litoral Central) en "Ardilla" con 58.

## Clasificatorios

### Clasificatorio Zona Sur de Valdivia
Se disputó entre el 27 de febrero y el 1 de marzo de 2015 en Valdivia y la serie de campeones se definió en un desempate entre José Rojas y Sebastián Walker del criadero Vista Volcán con Gustavo Valdebenito y Luis Fernando Corvalán del Criadero Peleco. Los primeros resultaron campeones tras dos desempates con resultados 5+9 puntos buenos contra 5+7 puntos buenos del Criadero Peleco. El tercer lugar fue para Eduardo Giulisasti y Nicolás Brun de la asociación Valdivia.
- 1.er lugar: Criadero Vista Volcán, José Rojas y Sebastián Walker (Asociación Valdivia) en "Remolienda" y "Se te nota" con 33+5+9 puntos.
- 2.º lugar: Criadero Peleco, Gustavo Valdebenito y Luis Fernando Corvalán (Asociación Malleco) en "Romario" y "Caballero" 33+5+7 puntos.
- 3.er lugar: Eduardo Giulisasti y Nicolás Brun (Asociación Valdivia) en "Molino viejo" y "Afinao", con 31 puntos.

### Clasificatorio Zona Centro de Curicó
Se disputó entre el 6 y el 8 de marzo de 2015 en Curicó y fue ganado por los jinetes del Criadero Palmas de Peñaflor Alfredo Moreno y Luis Eduardo Cortés. El tercer puesto se definió en un desempate entre el criadero Palmas de Peñaflor, Alfredo Moreno y Luis Eduardo Cortés, y la collera de Rufino Hernández y Manuel Muñoz, siendo ganadores los primeros con 8 puntos buenos contra 3 de los buenos de los de Talca.
- 1.er lugar: Criadero Palmas de Peñaflor, Alfredo Moreno y Luis Eduardo Cortés (Asociación Talca) en "Condesa" y "Cacique", con 37 puntos.
- 2.º lugar: Criadero Lo Miranda, Alfonso Navarro y Cristián Ramírez (Asociación O'Higgins) en "Entecao" y "Huachito", con 35 puntos.
- 3.er lugar: Criadero Palmas de Peñaflor, Alfredo Moreno y Luis Eduardo Cortés (Asociación Talca) en "Pinturita" y "Canela", con 33+8 puntos.

### Clasificatorio Zona Norte de Maipo
Se disputó entre el 13 y el 15 de marzo de 2015 en la Medialuna de Nos. Fue ganado por el Criadero Casas de Bucalemu, con los jinetes Juan González y Diego Ordóñez. El tercer puesto se definió en un desempate entre la collera compuesta por René Moreno y Pablo Campos y el criadero Quilén, con los jinetes Raúl Arraño y Cristián Arraño, siendo ganadores los segundos con 12 puntos buenos contra 4 puntos buenos del Moreno y Campos.
- 1.er lugar: Criadero Casas de Bucalemu, Juan González y Diego Ordóñez (Asociación Litoral Central) en "No embrome" y "Voy y vuelvo" con 35 puntos.
- 2.º lugar: Pedro Espinoza y Schawky Eltit (Asociación Quillota) en "Esbelta" y "Teruca" con 34 puntos.
- 3.er lugar: Criadero Quilén, Raúl E. Arraño y Cristián R. Arraño (Asociación Norte Grande) en "Returbio" y "Chuncho" con 27+12 puntos.

### Clasificatorio Repechaje Centro Sur de Lautaro
El primer rodeo de repechaje, correspondiente a la zona centro-sur, se disputó entre el 20 y el 22 de marzo de 2015 en la Medialuna de Lautaro. Fue ganado por los jinetes del criadero Alucarpa Ricardo Álvarez y Rafael Melo de la asociación Valdivia.
- 1.er lugar: Criadero Alucarpa, Ricardo Álvarez y Rafael Melo (Asociación Valdivia) en "Tinaja" y "Emboscada", con 33 puntos.
- 2.º lugar: Criadero Doña Dominga, Luis Huenchul y José O. Sánchez (Asociación Colchagua) en "Viñatero" y "Oña Yola", con 30 puntos.
- 3.er lugar: Cristián Zamorano y Camilo Padilla (Asociación Agua Negra) en "Entendío" y "Alboroto", con 27 puntos.

### Clasificatorio Repechaje Centro Norte de Maipo
El segundo rodeo de repechaje, correspondiente a la zona centro-norte, se disputó entre el 27 y el 29 de marzo de 2015 en la Medialuna de Nos. Fue ganado por los jinetes Felipe Undurraga y Richard Villaseca de la asociación Santiago Sur.
- 1.er lugar: Felipe Undurraga y Richard Villaseca (Asociación Santiago Sur) en "Don Tunino" y "On Franco", con 30 puntos.
- 2.º lugar: Nicolás Barros y José Antonio de la Jara (Asociación Santiago Sur) en "Arriero" y "Pertiguero" 26 puntos.
- 3.er lugar: Nicolás Barros y José Antonio de la Jara (Asociación Santiago Sur) en "Chopazo" y "Estimada" 25 puntos.

## Cuadro de honor temporada 2014-2015
Al finalizar la temporada la Federación del Rodeo Chileno entregó el ranking de la temporada, tanto para los jinetes como para los ejemplares.

### Jinetes
1. Juan Ignacio Meza - 212 puntos
2. Luis Ignacio Urrutia - 173 puntos
3. José Rojas - 157 puntos
4. Sebastián Walker - 139 puntos
5. Juan Carlos Loaiza - 137 puntos
6. Eduardo Tamayo - 107 puntos
7. Luis Eduardo Cortés - 68 puntos
8. Pedro Juan Espinoza - 59 puntos
9. Alfredo Moreno - 58 puntos
10. Shawky Eltit - 56 puntos

### Caballos
1. Don Valeriano Preferido - 213 puntos
2. Las Toscas Arremángamelo - 201 puntos
3. Malal Mahuida Tallador - 154 puntos
4. Génesis Campanario - 134 puntos
5. Logroño Onofre - 75 puntos
6. El Eco Satánico - 74 puntos
7. Vacamalal Iluminao - 70 puntos
8. Peleco Compadre - 65 puntos
9. Vacamalal Raulí - 39 puntos
10. Tres Montes Campanario II - 28 puntos

### Yeguas
1. Vista Volcán Remolienda 194 puntos (empate)
2. Vista Volcán Se te nota 194 puntos (empate)
3. Santa Isabel Delicada 156 puntos
4. Santa Isabel Dulzura T.E. 148 puntos
5. Palmas de Peñaflor Condesa 115 puntos
6. Lirios del Sur Esbelta 82 puntos (empate)
7. La Playa Teruca 82 puntos (empate)
8. Palmas de Peñaflor Pinturita 57 puntos
9. El Peñasco de Santa Sylvia Payita 34 puntos
10. Palmas de Peñaflor Canela 22 puntos

### Potros
1. Vista Volcán Poncho al Viento - 198 puntos
2. Vista Volcán Estafado - 180 puntos
3. Vista Volcán Corajudo - 170 puntos
4. Palmas de Peñaflor Cacique - 140 puntos
5. Las Terraza de San Isidro Tandeo - 132 puntos
6. Amancay Don Tunino - 81 puntos
7. Madrigal Pertiguero - 55 puntos
8. Santa Isabel Augurio - 41 puntos
9. Gran Rancho Arriero - 39 puntos
10. Peleco Romario - 26 puntos